# Coryne caespes
Coryne caespes is een hydroïdpoliep uit de familie Corynidae. De poliep komt uit het geslacht Coryne. Coryne caespes werd in 1871 voor het eerst wetenschappelijk beschreven door Allman. 